# 23 Arietis
Étoile à grand mouvement propre (d)
Source de proche infrarouge (d)
Source astrophysique de rayons UV (d)
23 Arietis est une étoile de la constellation du Bélier, située à 106 années-lumière de la Terre. C'est une étoile jaune-blanc de la séquence principale de type spectral F8V qui est 1,8 fois plus lumineuse que le Soleil.